# كنتينغ غرين (بيدفوردشير)
كنتينغ غرين (بالإنجليزية: Knotting Green)‏ هي قرية تقع في المملكة المتحدة في شرق انجلترا.